# Kourouma (Burkina Faso)
Pour les articles homonymes, voir Kourouma.
Cet article concerne le village chef-lieu. Pour le département et la commune rurale, voir Kourouma (département).
Kourouma est un village du département et la commune de Kourouma, dont il est le chef-lieu, situé dans la province du Kénédougou et la région des Hauts-Bassins au Burkina Faso.

## Géographie
Kourouma est située à environ 80 km au nord-ouest de Bobo-Dioulasso. Le village est à 26 km à l'ouest de Dandé où passe la route nationale 9 vers Bobo-Dioulasso.

## Santé et éducation
Kourouma accueille un centre de santé et de promotion sociale (CSPS).